# Primavera, estate, autunno, inverno... e ancora primavera
Primavera, estate, autunno, inverno... e ancora primavera (hangŭl: 봄 여름 가을 겨울 그리고 봄; latinizzazione riveduta della lingua coreana: Bom yeoreum gaeul gyeoul geurigo bom) è un film del 2003 diretto da Kim Ki-duk.
Il film è ambientato in un eremo buddhista al centro di un lago in una foresta incontaminata, e racconta la vita di un monaco buddhista attraverso le stagioni della sua vita: il regista interpreta l'uomo nell'ultima fase della vita.
In Italia è uscito l'11 giugno 2004.

## Trama
Il film è diviso in 5 segmenti (le cinque stagioni del titolo), e ogni segmento descrive una fase differente della vita di un monaco buddhista.

### Primavera
La storia comincia con la presenza di un anziano monaco e del suo giovanissimo discepolo e novizio, che vivono in un eremo galleggiante al centro di un laghetto. Il novizio è il protagonista del film.
Durante la "primavera" della sua esistenza, il giovane novizio scopre l'importanza e il rispetto della vita, grazie soprattutto alla rigida educazione impostagli dal suo maestro. Infatti questo, per punire il bambino per il suo atteggiamento violento e cinico nei confronti di alcuni animali del bosco, lo punisce infliggendogli la stessa pena. In questa parte del film, nell'eremo è presente un cane.

### Estate
La vita del giovane monaco, divenuto ormai un adolescente, viene stravolta dall'arrivo nell'eremo di una donna con sua figlia, anche lei adolescente, ma malata. Alla richiesta della madre, il vecchio monaco accondiscende a che la ragazza resti nel monastero per poter curare il suo male, anche se il maestro ritiene che il problema non sia fisico, bensì interiore.
La presenza della ragazza turba profondamente il giovane monaco, al punto che i due cederanno alle loro tentazioni, apparentemente all'insaputa del vecchio monaco. Il giovane monaco, innamorato della ragazza ormai guarita e partita per tornare nel mondo "reale", scapperà dall'eremo per poterla raggiungere. In questa "stagione", nell'eremo è presente un gallo.

### Autunno
Il vecchio monaco continua la sua vita solitaria nell'eremo e, per caso, scopre su una pagina di giornale che un trentenne è in fuga dopo aver ucciso sua moglie per gelosia. Il fuggitivo è proprio il giovane monaco, che si rifugia nell'eremo presso il suo maestro, e dove tenta anche il suicidio ma è prontamente fermato dal vecchio. In questa parte del film, nell'eremo è presente un gatto bianco. Per aiutare a ritrovare la pace interiore, il vecchio monaco assegna al giovane un lavoro di grande calma e meticolosità: incidere nel legno del basamento del tempio l'intero testo cinese del Sutra del Cuore della Perfezione della Saggezza, che egli stesso dipinge sul legno usando la punta della coda del gatto come pennello. Intanto, però, due poliziotti riescono a scovare il giovane omicida ma accettano, su richiesta del maestro, di portarlo via solo a lavoro concluso. L'indomani mattina il giovane termina il lavoro e parte con i due poliziotti.
Tempo dopo il monaco, sempre più vecchio e debole, decide di mettere fine alla sua vita, consapevole di aver adempiuto al suo compito, dandosi fuoco su una pira funebre nella sua barca al centro del lago. Dalla barca esce un serpente, che entra nell'eremo.

### Inverno
Ormai divenuto un uomo maturo, il discepolo del defunto maestro torna all'eremo, dove tutto è ghiacciato per il freddo, con il serpente lì ad aspettare. Dopo aver scoperto la fine del proprio maestro, il monaco comincia ad esercitarsi nelle arti marziali. Ma la sua vita cambia allorquando una giovane donna lascerà nel convento alle attenzioni del monaco, il suo piccolissimo figlio. Questa mentre cerca di allontanarsi nel cuore della notte, cade in un buco nel lago ghiacciato che il monaco aveva scavato in precedenza per estrarre l'acqua per bere e lavarsi, e finisce annegata. Il giorno successivo il monaco ritrova il suo cadavere, e reagisce legando al suo corpo la grande pietra circolare del monastero e si arrampica sulla sommità della montagna circostante più elevata portando un'altra statua, che dispone lì, rivolta verso il lago.

### ... e ancora primavera
Il ciclo della vita riprende: il monaco si prenderà cura del bambino, che intanto è cresciuto, così come il vecchio defunto monaco aveva fatto tempo addietro con lui.
Stavolta nell'eremo è presente una tartaruga.

## Produzione
Kim Ki-duk ha detto del film: "Ho voluto tracciare un ritratto delle gioie, delle rabbie, dei dolori e dei piaceri che segnano le nostre vite, attraverso quattro stagioni e attraverso la vita di un monaco che vive in un tempio nel lago di Jusan, circondato soltanto dalla natura."

### Riprese
"L'eremo, che è il luogo per Primavera, estate, autunno, inverno... e ancora primavera è un set costruito artificialmente e fatto galleggiare sul lago di Jusanji nella Provincia Nord Kyungsang in Corea. Creato circa 200 anni fa, il lago di Jusanji è un lago artificiale nelle cui acque si riflettono le montagne circostanti. Mantiene l'aura mistica di avere alberi di più di centinaia di anni che continuano a crescere nelle sue acque. LJ Film è stato in grado di ottenere il permesso di costruire il set dopo aver finalmente convinto il Ministero dell'Ambiente attraverso sei mesi di negoziati."
Il monastero galleggiante è stato costruito appositamente per il film, e il regista ha ottenuto il permesso dalle autorità di tenerlo lì per un anno intero. Le riprese hanno avuto luogo nel corso dello stesso anno, e sono durate 22 giorni in totale, dopo di che il set è stato rimosso e distrutto. Infatti, il lago è parte di un parco nazionale per cui nessun edificio è consentito.

## Premi
- Festival Internazionale del Cinema di San Sebastián 2003:
  - premio del pubblico
- Festival internazionale del film di Locarno 2003:
  - premio CICAE
  - premio Don Chisciotte
  - premio Netpac
  - premio Junior Jury
- Premio Gianni Di Venanzo 2004:
  - miglior fotografia straniera